# 奉天农业试验场
奉天农业试验场是由东三省总督赵尔巽奏请光绪帝在奉天设立的农业科研机构，为沈阳第一个科研试验机构。

## 成立与沿革
奉天农业试验场，始立于光绪三十二年（1906年）四月。致力于维新变法的光绪帝为仿效西方先进的农政管理经验，推行了农业科研、教育等一系列政策措施。奉天农业试验场在这样的背景下成立。奉天农业试验场内设有测候所，为东北地区最早由中国人创办的气象台站，使用气象仪器进行气象观测，并直接服务于农业。1908年，奉天农业试验场曾从美国、日本等地购入了各种犁、耙、玉米播种机、割草机、割麦机等新型农具，进行中外农具的对比试验。